# 越秀集团
越秀集团（英語：Yuexiu Group），是总部位于广州的大型地方国有企业集团，前身为广州市人民政府在香港的窗口企业，业务包括房地产开发、金融、交通、食品等领域，旗下上市公司包括越秀地產、越秀交通基建、越秀金控、越秀房地产投资信托基金、越秀服务。

## 历史
1985年，廣州市人民政府於香港注册成立窗口企业「越秀企業有限公司」。1992年，重组为「越秀企業（集团）有限公司」，并分拆房地产业务“越秀投资”在香港上市。1997年，分拆基建业务“越秀交通”在香港上市。
2001年，越秀集团重组，广州城建集团及香港越秀地产资产捆绑注入“越秀投资”。
2005年，越秀房地产投资信托基金在香港上市。
2008年，“越秀投资”剥离造纸业务。2009年，“越秀投资”更名“越秀地产”。
2010年，越秀集团向华润水泥出售合资公司股权，正式退出水泥业务。
2012年，越秀金融集团挂牌成立。
2013年10月，越秀企業和越秀金融以每股35.69港元（4.6美元、448日圓，以及2.84英鎊）或326,250,000股，收購創興銀行75%股權，總代價為116.44億港元（15億美元、1463億日圓，以及9.29億英鎊），完成後每股可獲得4.5195港元（0.58美元、56日圓，以及0.36英鎊）的現金中期特別股息，同時保留上市地位。2014年2月5日，該公司和創興銀行在股東大會，接受收購事項所有上行使的表決權約97.51%（424,169,961股創興銀行股份）。
2019年，越秀集团完成股份制改造，更名广州越秀集团股份有限公司。广州市国资委推动风行发展集团与越秀集团合并，组建新的越秀风行食品集团。
2024年12月27日，亞洲金融集團公布，連同其他股東、華僑銀行（香港）、創興保險、上海商業銀行及招商永隆代理以總代價約17.68億元悉售香港人壽予越秀企業；交易將取決於慣常的成交條件，包括但不限於監管機構的批准。

## 子公司
- 越秀地產
- 越秀交通基建
- 越秀金控
- 創興銀行
- 越秀风行
  - 风行乳业
  - 辉山乳业
  - 皇上皇集团
  - 广州食品集团
- 广州造纸集团
- 广州住房置业担保有限公司

## 連結
- yuexiu.com （页面存档备份，存于）